# Komisarivka (Alchevsk)
Komisarivka (en ucraniano: Комісарівка; en ruso: Комиссаровка, romanizado: Komissarovka) es un asentamiento urbano ucraniano perteneciente al óblast de Lugansk. Situado en el este del país, hasta 2020 era parte del raión de Perevalsk, pero hoy es parte del raión de Alchevsk y del municipio (hromada) de Alchevsk. Sin embargo, según el sistema administrativo ruso que ocupa y controla la región, Komisarivka sigue perteneciendo al raión de Perevalsk.
El asentamiento se encuentra ocupado por Rusia desde la guerra del Dombás, siendo administrado como parte de la de facto República Popular de Lugansk y luego ilegalmente integrado en Rusia como parte de la República Popular de Lugansk rusa.

## Geografía
Komisarivka está a orillas del río Lozova, 22 km al suroeste de Perevalsk y 58 km al oeste de Lugansk.

## Historia
El pueblo fundada en la primera mitad del siglo XIX con el nombre de Jolubivka (en ucraniano: Голубівка), pero en 1917 se cambió el nombre a Komisarivka.
Durante el Holodomor (1932-1933), el número de víctimas establecidas en Komisarivka es de 37 personas.
En 1961, aquí se construyó y puso en funcionamiento una planta de ingeniería comercial. La localidad es desde 1963 un asentamiento de tipo urbano.
En mayo de 1995, el Gabinete de Ministros de Ucrania aprobó la decisión de privatizar la planta de ingeniería comercial.
En 2014, durante la guerra del Dombás, los separatistas prorrusos tomaron el control de Komisarivka y desde entonces está controlado por la autoproclamada República Popular de Lugansk. El 28 de agosto de 2014, cerca de Komisarivka, los militares hicieron un corredor para la evacuación de soldados heridos de la Guardia Nacional. Los hechos se desarrollaron de acuerdo al plan, pero en el último momento los rebeldes comenzaron a bombardearlos con lanzagranadas y varios soldados resultaron muertos.

## Demografía
La evolución de la población entre 1859 y 2022 fue la siguiente:
| 642                                                           | 415 | 620 | 3118 | 1785 | 1735 | 805 | 1610 |
| (Fuente: Cities & Towns of Ukraine y UKRAINE: Größere Städte) |     |     |      |      |      |     |      |

## Infraestructura

### Transporte
En el pueblo hay una estación de tren Baronskaya, en la línea Debáltseve-Rodakove.